# Xylopia brasiliensis
Xylopia brasiliensis este o specie de plante angiosperme din genul Xylopia, familia Annonaceae, descrisă de Spreng.. Conform Catalogue of Life specia Xylopia brasiliensis nu are subspecii cunoscute.